# Annales des Mines
Annales des Mines (в перекладі з французької — «Аннали гірництва» або «Аннали копалень») — науково-виробничий журнал, один з найстаріших журналів світу гірничого профілю.

## Загальний опис
Рік заснування 1794. Перший редактор: Етьєн Шарль де Монтбрет Кок'юберт.
Країна видання — Франція.
Спеціалізація: розробка родовищ та (збагачення) вугільних, рудних та нерудних корисних копалин.
Журнал містить унікальний аналіз виробничо-господарського розвитку подій у гірництві протягом останніх двох століть. Зокрема, міститься інформація про лідерів галузі, урядовців що опікувалися розвитком гірництва, дослідників і т. д.).
Докладна інформація про це унікальне видання доступна у Гірничій школі Парижа (École nationale supérieure des Mines de Paris) та Вищій національній школі гірничорудної справи Сент-Єт'єна (École nationale supérieure des Mines de Saint-Étienne).
Чисел на рік — 12.